# Migazo (vattendrag)
Migazo är ett vattendrag i Burundi.   Det ligger i provinsen Ruyigi, i den centrala delen av landet, 120 kilometer öster om huvudstaden Bujumbura.
Omgivningarna runt Migazo är en mosaik av jordbruksmark och naturlig växtlighet. Runt Migazo är det ganska tätbefolkat, med 111 invånare per kvadratkilometer.